# Eskovia
Eskovia är ett släkte av spindlar. Eskovia ingår i familjen täckvävarspindlar.
Kladogram enligt Catalogue of Life:
| Eskovia | \| \| Eskovia exarmata \| \| \| \| \| \| Eskovia mongolica \| \| \| \| |
|         | \| \| Eskovia exarmata \| \| \| \| \| \| Eskovia mongolica \| \| \| \| |
|         | Eskovia exarmata                                                       |
|         |                                                                        |
|         | Eskovia mongolica                                                      |
|         |                                                                        |